# Tressot
‘Tressot’, auch ‘Tressot Noir’ genannt, ist eine autochthone Rotweinsorte von Frankreich, welche vermutlich aus dem Südwesten stammt.

## Abstammung
‘Tressot Noir’ steht mit ‘Duras’ und ‘Petit Verdot’ jeweils in einem Elternteil-Kind-Verhältnis. Wer von wem abstammt ist noch nicht geklärt.
In der Literatur wird der ‘Tressot’ häufig mit der Sorte ‘Trousseau’ verwechselt. Obwohl kaum noch angebaut, gehört sie noch zu den zugelassenen Sorten in der regionalen AOC Bourgogne, die Teil des Weinbaugebiets Burgund ist.
Siehe auch den Artikel Weinbau in Frankreich.

## Geschichte
Schriftliche Belege dieser Sorte lassen sich bis in das Jahr 1394 zurückverfolgen. In einem Brief von Karl VI. wird von einem Winzer in der Yonne berichtet, dessen Mitarbeiter dem hochwertigen pinoz (also dem ‘Spätburgunder’) minderwertigen tréceaux beimengte um sich selbst zu bereichern.
Die damalige Schreibweise ist auch ein Hinweis auf die Etymologie des Wortes. Da in der Yonne das Wort ceau einen Rebstock bezeichnet, heißt tréceaux übersetzt drei Rebstöcke. Damit spielt die Bezeichnung auf die Ertragskraft der Rebe an, die in etwa dreimal mehr als der Spätburgunder trägt.

## Ampelographische Sortenmerkmale
- Die Triebspitze ist offen. Sie ist dicht weißwollig behaart, mit leicht rötlichfarbenem Anflug. Die grüngelblichen Jungblätter sind leicht wollig behaart und orangefarben gefleckt.
- Die mittelgroßen Blätter sind fünflappig und tief gebuchtet. Die Stielbucht ist lyrenförmig geschlossen. Das Blatt ist spitz gesägt. Die Zähne sind dabei im Vergleich zu anderen Rebsorten mittelweit gesetzt. Die Blattoberfläche (auch Spreite genannt) ist feinblasig. Im Herbst verfärbt sich das Laub fast vollständig rot.
- Die walzenförmige Traube ist mittelgroß und dichtbeerig. Die rundlichen Beeren sind klein und von nahezu schwarzer Farbe. Die Beeren verfügen über eine mittelstarke Haut und ein neutrales Aroma.

Reife: Die Rebsorte reift ca. zehn Tage nach dem ‘Gutedel’ und gilt somit als noch frühreifend. Sie treibt recht spät aus und entgeht somit den Spätfrösten. Sie ist anfällig gegen den Echten Mehltau und lässt sich nur schwer auf Unterlagsreben pfropfen. Nach der Reblauskatastrophe Ende des 19. Jahrhunderts ging ihre Bedeutung daher stark zurück.

## Synonyme
‘Ancien Tresseau’, ‘Bon Tressot’, ‘Bourguignon Noir’, ‘Bregin Panache’, ‘Foualliard’, ‘Fouallieux’, ‘Grand Noir’, ‘Grand Tressiot’, ‘Grand Verrot’, ‘Gros Tressot’, ‘Guila Noir’, ‘Morillon Noir’, ‘Nairen Noir’, ‘Nairien’, ‘Nairien Noir’, ‘Nere Noir’, ‘Neri Blau’, ‘Nerien’, ‘Nerre’, ‘Neuchateler’, ‘Noirien’, ‘Pendoulat’, ‘Petit Nerre’, ‘Petit Verot’, ‘Petite Nerre’, ‘Plant De Thoisey’, ‘Treceau’, ‘Treceault’, ‘Tresseau’, ‘Tresseau Ordinaire’, ‘Tressiot’, ‘Tressiot Enrage’, ‘Tressot’, ‘Vereau’, ‘Vero’, ‘Verot’, ‘Verrot’, ‘Verrot De Coulanges’.